# Guillemette de Montpellier
Guillemette de Montpellier, née vers 1159 et morte après 1211, est une aristocrate du Languedoc, fille du seigneur de Montpellier et femme de Raymond Ier, seigneur de Roquefeuil.

## Biographie
Guillemette (Guilhema) de Montpellier semble naître vers 1159, selon la déduction de son âge lors de la promesse de mariage. Elle est la fille de Guilhem VII, seigneur de Montpellier, et de Mathilde de Bourgogne,,, elle-même fille de Hugues II, duc de Bourgogne et de Mathilde de Mayenne.
Elle est promise, à l'âge de dix ans, en novembre 1169, à Raymond Ier de Roquefeuil († 1204),, seigneur de Roquefeuil (seconde race). Il est le fils de Bertrand d'Anduze, seigneur d'Alais, et d'Adélaïde de Roquefeuil, dernière héritière du nom,. Raymond hérite du nom de sa mère et donne naissance à la famille de Roquefeuil-Anduze.
La dot de Guillemette de Montpellier est fixée à cent marcs d'argent fin, avec pour garantie vingt chevaliers de la terre de ses parents, plus seize otages de familles distinguées, et plusieurs terres assignées,.
Elle est identifiée comme la Marquise (Marchisia), dans la reconnaissance de dot, datant de 1200, par son frère Guilhem VIII, seigneur de Montpellier,,. En 1211, on la retrouve parmi les témoins dans le cadre du mariage de Marie de Montpellier, sa nièce, avec le comte Bernard IV de Comminges, où elle est là aussi dite Marquise (Domina Marchisia de Rochafolio),.

## Famille
Guillemette de Montpellier épouse Raymond Ier de Roquefeuil dont sont issus :
- Raymond II, vicomte de Creyssel, seigneur de Roquefeuil et de Meyrueis. ∞ Dauphine de Turenne ;
- Arnaud Ier de Roquefeuil, seigneur de Roquefeuil, comtor de Nant, seigneur d'Algues. ∞ (1) N.N. ; ∞ (2) Beatrix/Béatrice, probablement la fille de Pierre Bermond [IV] d'Anduze ;
- Guilhem,  abbé de Saint-Guilhem du Désert.

La généalogie proposée par le site Internet Foundation for Medieval Genealogy ajoute :
- Bernard, qui serait mentionné dans le testament de 1241 de son frère Arnaud ;
- N.N., qui serait mentionné dans le testament de 1241 de son frère Arnaud, ∞ (?) N.N. de Caylus.